# Eduard Moritz von Kries
Eduard Moritz von Kries, in älterer Literatur auch Moritz Eduard von Kries, (* 28. Juli 1802 in Ostrowitt, Kreis Löbau, Westpreußen; † 4. Dezember 1889 in Oliva bei Danzig) war ein preußischer Verwaltungsjurist und Regierungspräsident von Gumbinnen in der Provinz Ostpreußen.

## Leben
Moritz Eduards Großvater war Nathanael Kries, seine Nachfahren, wie auch der Vater von Moritz Eduard, Nathanael Gottlob von Kries (* 1772; † 1852) und Ehefrau Josephine Matthias (* 1781; † 1866), wurden 1840 zu Königsberg nobilitiert. Moritz Eduard selbst studierte Jura in Berlin und Königsberg i. Pr. Ab 1824 war er zwei Jahre Auskultator. Im Anschluss war er als Referendar am Oberlandesgericht in Marienwerder (Westpreußen) beschäftigt.
Bevor er die Stellung des Regierungspräsidenten antrat, wirkte von Kries als Vizeregierungspräsident in der Provinz Posen.
Moritz Eduard Kries heiratete 1831 in Danzig Malwine Jachmann (* 1813; † 1898). Ihr Sohn Otto Eduard von Kries (* 1839; † 1916) wurde Fideikommissherr auf Kriesfelde (Smarzewo) im westpreußischen Kreis Marienwerder gelegen und gründete 1865 mit Martha von Dewall (* 1845; † 1920) eine Familie. Das Rittergut Smarzewo mit Vorwerk Czerwinsk hatte einen Umfang von 792 ha, davon waren 130 ha Forstbestand. Zum Gut gehörte 1903 eine Molkerei.